# Opsomeigenia pusilla
Opsomeigenia pusilla är en tvåvingeart som först beskrevs av Daniel William Coquillett 1895.  Opsomeigenia pusilla ingår i släktet Opsomeigenia och familjen parasitflugor. Inga underarter finns listade i Catalogue of Life.